# Kandij

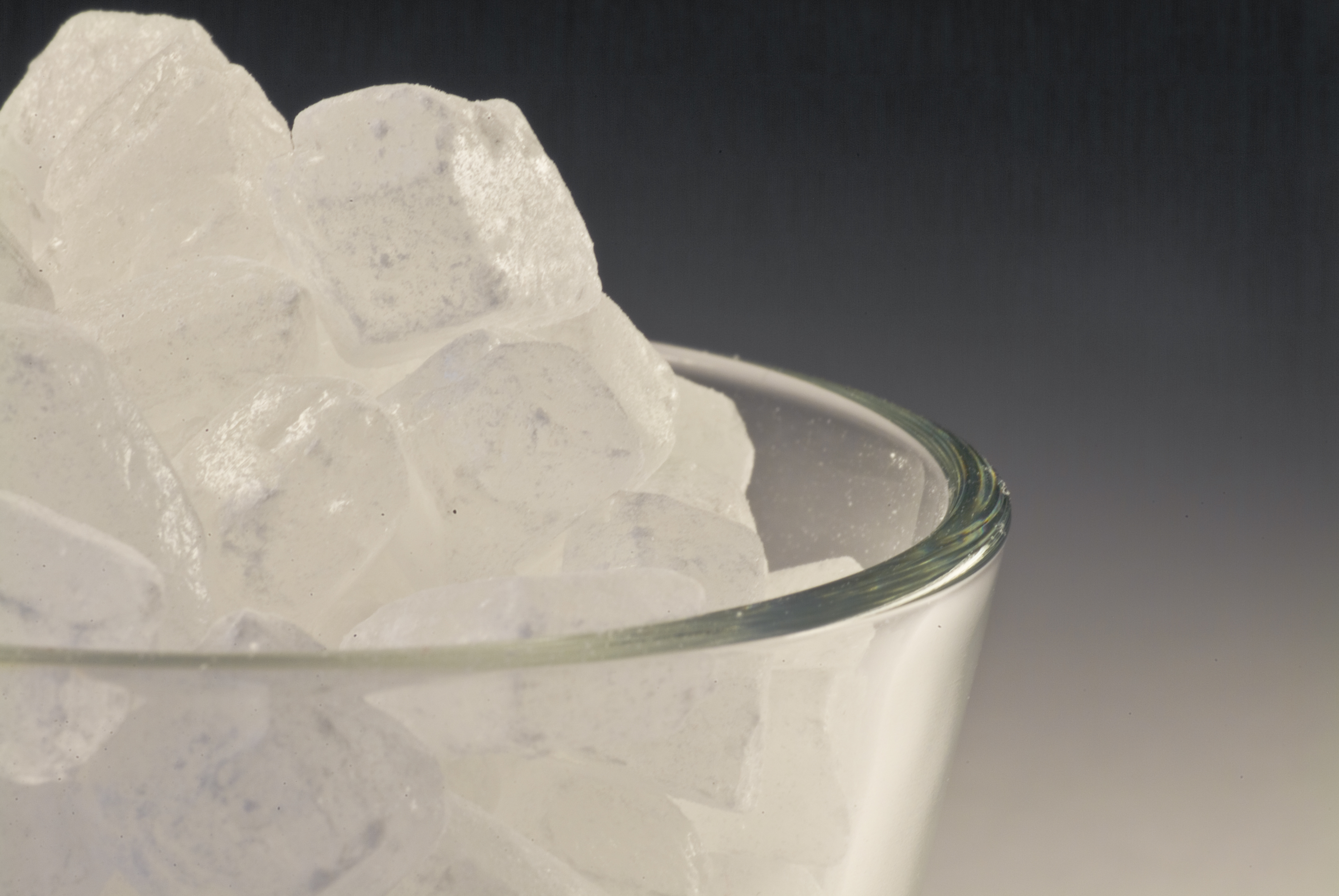
Witte kandij

Kandij of kandijsuiker is suiker in de vorm van grote kristallen.
Kandij heeft zijn oorsprong in India en Iran.
Het wordt verkregen door in een oververzadigde warme suikeroplossing zeer langzaam grote kristallen te laten groeien op katoenen draden of houten stokjes. Dit duurt enkele weken. Om de donkere kandijsoorten te verkrijgen, wordt een karameloplossing toegevoegd.
Kandijsuiker wordt voornamelijk gebruikt in koffie of thee, maar ook als garnering van koek; kandijkoek. Kandijstokjes zijn stokjes vol met kandij, die worden gebruikt in thee.
De Nederlandse arts Boerhaave schreef in de 17e eeuw zwarte kandij voor als middel tegen keelpijn en verkoudheid. 
Energie per 100 gram:
- 400 kcal
- 1700 kJ